# Islas Tierra Firme
Las Islas Tierra Firme o Terra Firma son un grupo de islas situadas a 8 millas (12,87 km) al norte del cabo Berteaux. Se encuentran en la bahía Margarita frente a las costas de la Tierra de Graham. El grupo está compuesto por unas 12 pequeñas islas rocosas, de las cuales la de mayor tamaño es la isla Alamode. La mayoría de ellas son solo pequeños islotes rocosos y se encuentran cubiertas de hielo.

## Historia
Fueron descubiertas y ampliamente exploradas por la Expedición Británica a la Tierra de Graham que estaba al mando de John Riddoch Rymill. El nombre Terra Firma fue aplicado a la isla más grande debido a que la expedición acampó allí luego de derretirse el hielo marino. Posteriormente el nombre se extendió a todas las islas, tomando la más grande su nombre actual. 